# Профоенор
Профоенор (др.-греч. Προθοήνωρ) — персонаж древнегреческой мифологии.
Происходил из царского рода. Был сыном Архилика и Феобулы, внуком Итона и правнуком Беота — эпонима беотийцев. Брат Аркесилая. В других интерпретациях отца Профоенора звали Ареилик или Лик, а мать — Астеропой.
Впервые упомянут в «Илиаде» Гомера в числе пяти воевод беотийцев, которые на пятидесяти кораблях отправились к Трое. Диодор Сицилийский при описании рода Итона писал об Профоеноре и его брате Аркесилае, которые отправились под Трою во главе всех беотийцев. Псевдо-Гигин указывал, что Аркесилай руководил десятью кораблями из Беотии, а Профоенор — восемью из Феспий.
Во время одного из сражений был убит брошенным Полидамантом копьём.